# Gloso
En gloso er et overnaturligt svin, som findes i dansk folketro. Den kan have andre betegnelser, og fx også kaldes glumso, gravso  eller, når den optræder som kirkevare, kirkeso.
Glosoen kan findes ved eller på kirkegården, men har også ofte sin gang andre steder. Dens udseende beskrives forskelligt. Den kan bl.a. være sort, rød eller hovedløs og den kan være ifølge med et kuld på fx syv eller tolv smågrise. Dens øjne er ofte røde eller gloende, den har en bemærkelsesværdigt skarp ryg, og i nogle tilfælde oplyses, at den har særligt lange børster.
Den ældste omtale af en sådan so stammer fra 1587, hvor den optræder som dødsvarsel. Præsten Hans Lauritzen beretter, at der er "et genfærd, som lader sig tilsyne imod folk skal dø, som sankt Clemens' grå so, der folk taler om her i København."
Nogle overleveringer mener, at glosoen i virkeligheden er genfærdet af et barn, der er født og dræbt i dølgsmål. Præsten Joachim Junge refererer denne tro fra Nordsjælland, og tilføjer, at glosøer er særligt farlige for personer, der bærer en pung, fremstillet af en svineblære.